# Acrotritia dixa
Acrotritia dixa är en kvalsterart som först beskrevs av Wojciech Niedbała och Schatz 1996.  Acrotritia dixa ingår i släktet Acrotritia och familjen Euphthiracaridae. Inga underarter finns listade i Catalogue of Life.